# André Clot
Pour les articles homonymes, voir Clot.
André Clot (né le 9 novembre 1909 à Grenoble, mort le 15 novembre 2002 à Seyssinet-Pariset) est un journaliste, historien et essayiste français.

## Journalisme
André Clot a travaillé de 1936 jusqu'à 1942 pour l'Agence Havas, de 1943 jusqu'à 1945 pour Radio Brazzaville et de 1945 jusqu'à sa retraite pour l'Agence France-Presse,,.

## Histoire des pays islamiques
Il a longtemps vécu en Turquie et au Moyen-Orient. Spécialiste de l'Islam, il a publié de nombreux livres sur l'histoire et la culture des pays islamiques. Son livre Les Grands Moghols : splendeur et chute, 1526-1707 (1993) reçoit en 1994 le prix Eugène Colas décerné par l'Académie française.

## Préhistoire
Il s'intéresse aussi à de nombreux sites préhistoriques, dont les Espélugues (Lourdes, Magdalénien), dont il dresse le plan avec Jacques Omnès en 1976, la grotte du bois du Cantet, (Espèche, Hautes-Pyrénées), le Cap de la Bielle (Nestier, Hautes-Pyrénées), Labastide, (Hautes-Pyrénées, Magdalénien), Montoussé (Hautes-Pyrénées, Pléistocène inférieur et moyen), la Carrière (Gerde, Hautes-Pyrénées),, la Louzère (Saint-Pé-de-Bigorre, Hautes-Pyrénées)…
Il en découvre aussi, dont celles du Hayaou dite aussi grotte de Noëlle, de Couraü (dite aussi grotte Saucet), des Gabarrets, de la Bouhadère (Saint-Pé-de-Bigorre)…

## Publications principales
- L'Espagne musulmane. VIIIe – XVe siècle, Perrin, 1999,  (ISBN 2-262-01425-6).
- L'Égypte des Mamelouks : l'empire des esclaves 1250-1517, Perrin, 1999,  (ISBN 2-262-01030-7).
- Les Grands Moghols : splendeur et chute, 1526-1707, Plon, 1993,  (ISBN 2-259-02698-2), 2013, rééd. numérique.
- Mehmed II, le conquérant de Byzance (1432-1481), Perrin, 1990,  (ISBN 2-262-00719-5).
- Haroun al-Rachid et le temps des "Mille et une nuits", Fayard, 1986,  (ISBN 2-213-01810-3).
- Soliman le Magnifique, Fayard, 1983, 469 p.,  (ISBN 2-213-01260-1).